# Mycetia stipulata
Mycetia stipulata är en måreväxtart som först beskrevs av Joseph Dalton Hooker, och fick sitt nu gällande namn av Carl Ernst Otto Kuntze. Mycetia stipulata ingår i släktet Mycetia och familjen måreväxter.

## Underarter
Arten delas in i följande underarter:
- M. s. macrostachya
- M. s. stipulata